# Хаберлер, Антонин фон
Антонин фон Хаберлер (нем. Antonín von Haberler; 7 января 1796, Брно, Земли Чешской короны — 3 ноября 1873, Брно, Цислейтания) — австро-венгерский государственный деятель, первый демократично избранный бургомистр Брно (1851).
После окончания гимназии изучал философию в Брно, затем в 1813—1816 годах — право. В 1816 году поступил на службу Моравско-силезского государства. С 1836 года работал в Апелляционном совете, с 1850 года — советник Высшего земельного суда, с 1854 года — первый советник вновь организованного Моравско-Силезского Высшего земельного суда.
С 11 мая 1851 года по 30 июня 1855 года — первый демократично избранный бургомистр Брно, столицы маркграфства Моравия в составе австрийской части Габсбургской монархии.
За время управления городом — в течение 4-х лет построил и ввёл в эксплуатацию канализацию, мост через реку, создал новое городское кладбище и др. Много внимания уделял общественно-гуманитарной деятельности.
Почётный гражданин Брно (1855).
Награждён австрийским Орденом Железной короны III класса (1854).